# عثيات ملهمة
عثيات مُلْهَمة أو عثيات خُطافية أو فوق فصيلة يورانييدي أو ديدان اليورانييد القيَّاسة (الاسم العلمي: Uraniidae)، فصيلة عثث تحتوي على أربعة فُصيلات و 90 جنسًا وما يقرب من 700 نوع. تنتشر في جميع أنحاء المناطق الاستوائية للأمريكتين وأفريقيا والهند وأستراليا. تشتهر بعض الأنواع الاستوائية بألوانها الزاهية الشبيهة بالفراشات وتسمى عث الغروب (على سبيل المثال Chrysiridia rhipheus). يبدو أن هذه العث سام وألوانه الزاهية هي تحذير للحيوانات المفترسة.
تحتوي فصيلة العثيات الملهمة على أنواع نهارية وليلية. عادًة ما تكون الأنواع التي تطير أثناء النهار (جريدة لبنانية) ملونة بشكل لافت للنظر وحيوية أكثر من الأنواع الليلية. تحتوي العديد من الأنواع النهارية أيضًا على قشور قزحية وذيول عديدة، مما يؤدي غالبًا إلى الخلط بينها وبين الفراشات. في تناقض حاد، الأنواع الليلية هي بشكل عام حشرات صغيرة شاحبة اللون. تتشابه العثيات الملهمة مع العثيات الأرفية التي ترتبط بها، ولكن تتميز بنمط عروقها المختلفة.